# فهرست فرودگاه‌های سن پیر و میکلن
این مقاله شامل فهرست فرودگاه‌های سن پیر و میکلن است که بر پایهٔ مکان قرارگیری آن‌ها مرتب شده است.

## فرودگاه‌ها
| مکان         | ایکائو | یاتا | نام فرودگاه     | کاربری | مختصات                                                         |
| Miquelon     | LFVM   | MQC  | فرودگاه میکولون | همگانی | ۴۷°۰۵′۴۵″ شمالی ۰۵۶°۲۳′۰۴″ غربی / ۴۷٫۰۹۵۸۳°شمالی ۵۶٫۳۸۴۴۴°غربی |
| Saint-Pierre | LFVP   | FSP  | فرودگاه سنت پیر | همگانی | ۴۶°۴۵′۴۷″ شمالی ۰۵۶°۱۰′۲۷″ غربی / ۴۶٫۷۶۳۰۶°شمالی ۵۶٫۱۷۴۱۷°غربی |